# 윤덕희
윤덕희(尹德熙, 1685년 ~ 1766년)는 조선의 화가이다. 본관은 해남(海南). 자는 경백, 호는 낙서1이다.
화가인 윤두서의 아들이며, 도사라는 벼슬을 지냈다. 그는 특히 말과 신선을 잘 그렸다. 아버지와 함께 쌍절로 불리나, 필법이 유약하다는 평도 있다. 작품으로 〈하경산수도〉, 〈기마부인도〉 등이 있다.

## 가계[1][2]
- 고조부 : 윤선도(尹善道)
  - 증조부 : 윤인미(尹仁美);
    - 할아버지 : 윤이석(尹爾錫/ 윤이주); 성주이씨 장희빈
    - 윤이주; 덕천군 자손. 윤이주가 효령대군의 자손인 변학도의 딸과 낳은 딸(정명공주의 외손녀가 월매이다. 
      - 아버지 : 화가 윤두서(尹斗緖); 어머니; 정명공주 전주이씨

사마방목, 태실도감, 밀양박씨 규정공 박현의 후손인 산목당공 족보, 여주이씨 족보,진주강씨 강몽서의 후손의 족보, 진주강씨 강세황의 일대기등